# 一硒化铽
一硒化铽是一种无机化合物，化学式为TbSe，它是铽的硒化物之一。它是黄红色固体，可由铽和硒在高温下反应得到。它具有NaCl结构，空间群Fm3m。它在一硒化铊中可以发生包晶反应，生成TlTbSe2。